# Akvamarin

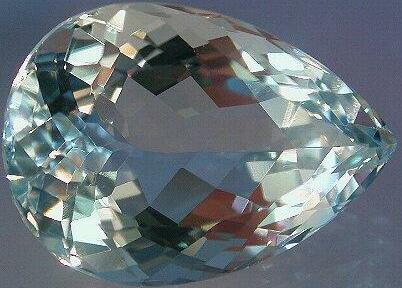
Akvamarin

Akvamarin (av latin: aqua, "vatten" och marina, "hav"), transparent variant av beryll med ädelstenskvalitet och svag blå eller blå-grön färg vilket givit associationen till havsvatten. Den är månadssten för mars. 
Akvamarin är vid sidan av grön smaragd den mest kända ädelstensvarianten av mineralet beryll; andra varianter är heliodor (gul), morganit (rosa) och goshenit (vit), bixbit (röd) även kallad "red emerald"

## Egenskaper
Kemiskt är akvamarin beryllium-aluminium-silikat, Be3Al2(SiO3)6.
- Kristallstruktur: hexagonal
- Densitet: 2 680…2 740 kg/m3
- Mohs-hårdhet: 7,5…8.
- Brytningsindex: 1,57 à 1,58.

## Förekomst

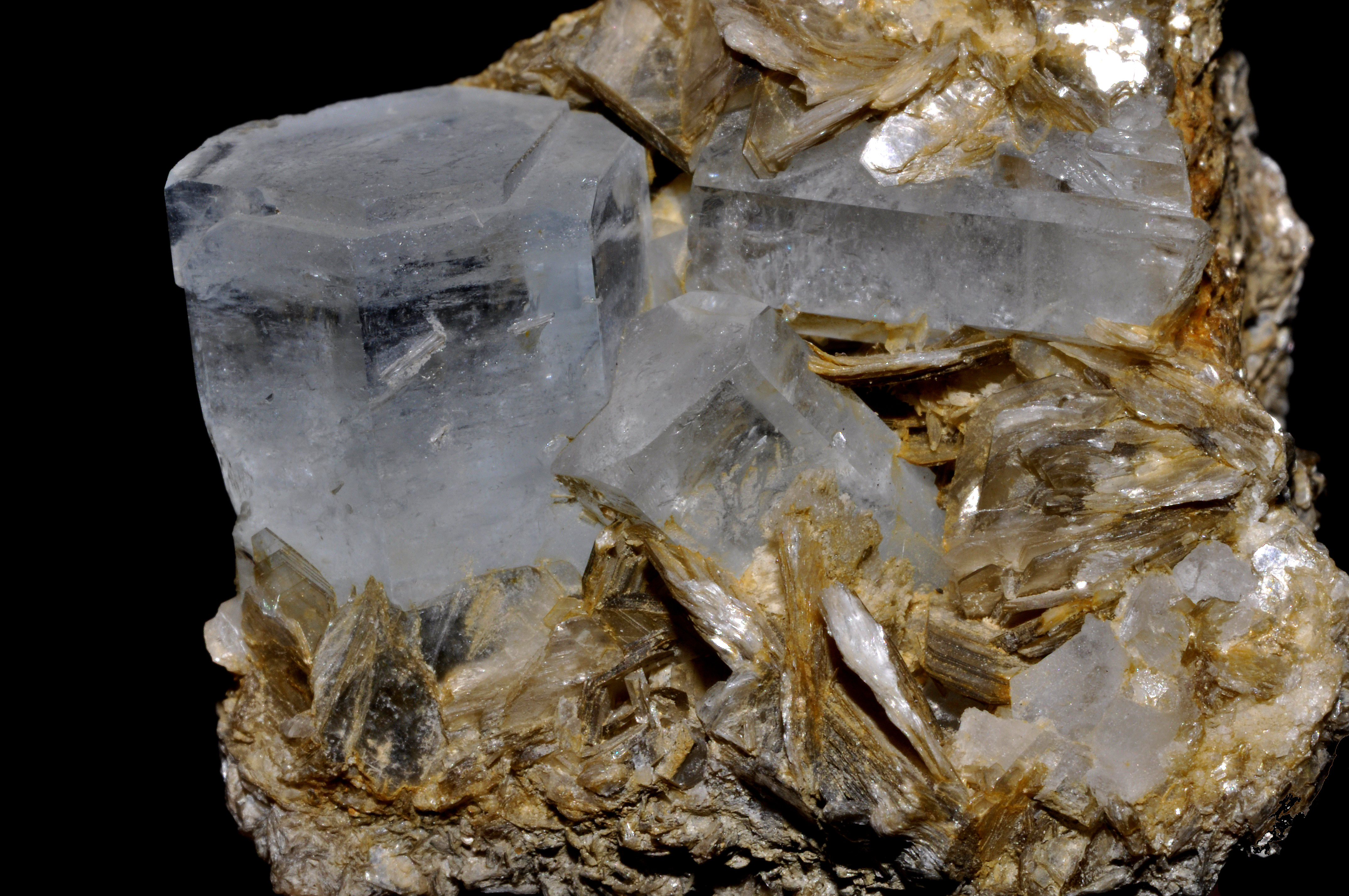
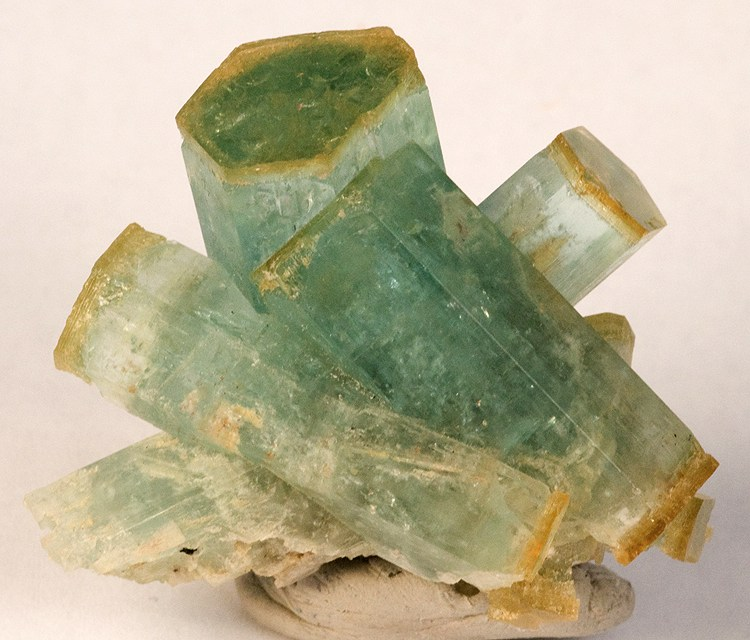
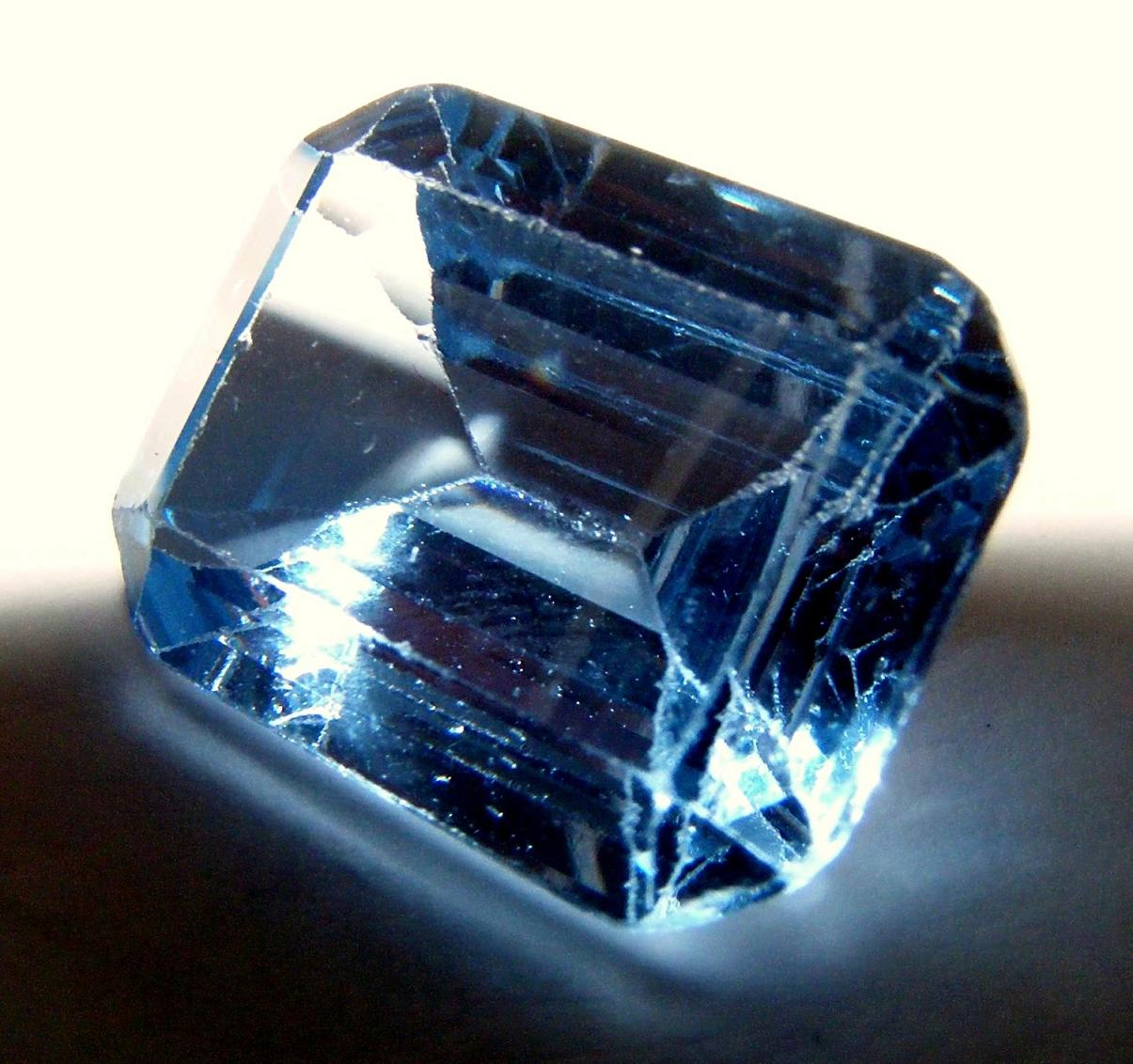
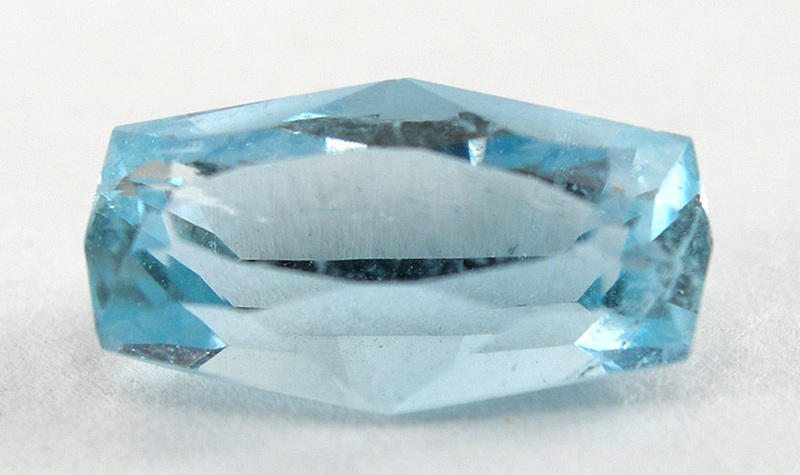
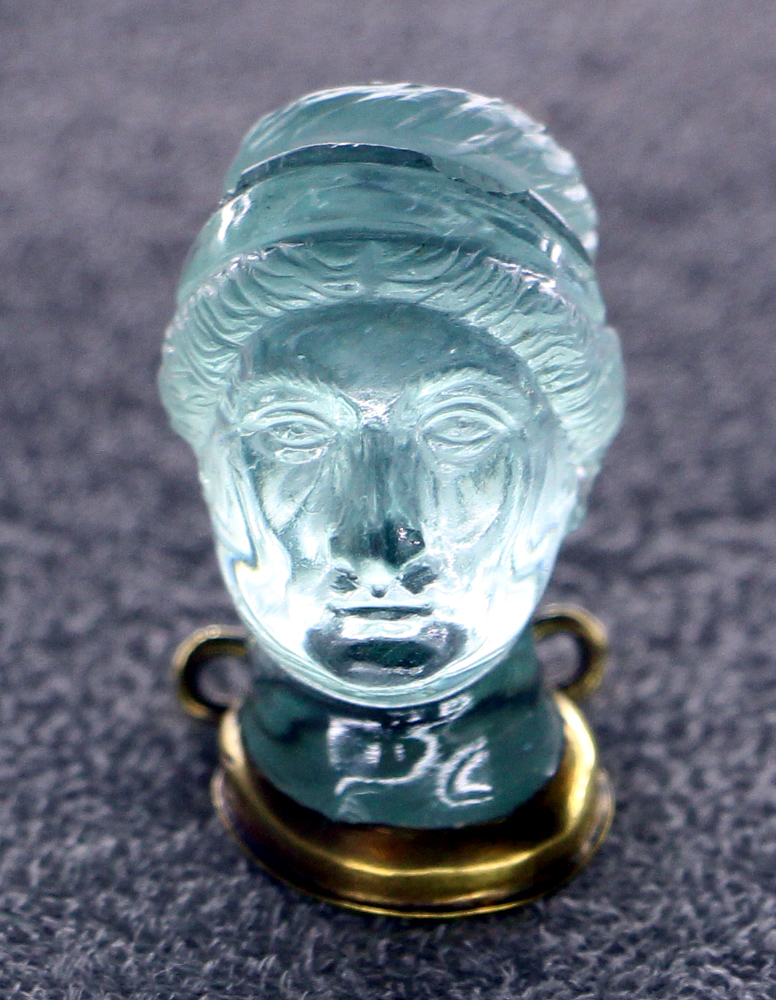

Akvamarin förekommer på de flesta platser där beryll finns. Några av dessa är
- Brasilien (klargul beryll, ibland kallad akvamarin-krysolit)
  (Gruvdrift i delstaterna Minas Gerais, Espírito Santo och Bahia)

- Kenya
- Madagaskar
- Malawi
- Ryssland (bland de bästa fyndigheterna)
- Sri Lanka
- Tanzania
- USA (bergen i centrala Colorado)
- Zambia

När korund ger akvamarin dess karaktäristiska blå färg kallas ädelstenen ofta "orientalisk akvamarin".
Akvamarin upphettas ofta som ett sätt att förbättra dess vackra blå nyans.
Den största akvamarin som någonsin hittats var en sten från Marambaia i Brasilien 1910. Den vägde 110 kg, var 48,5 cm lång och hade en diameter på 42 cm.